# Cordero vegetal de Tartaria

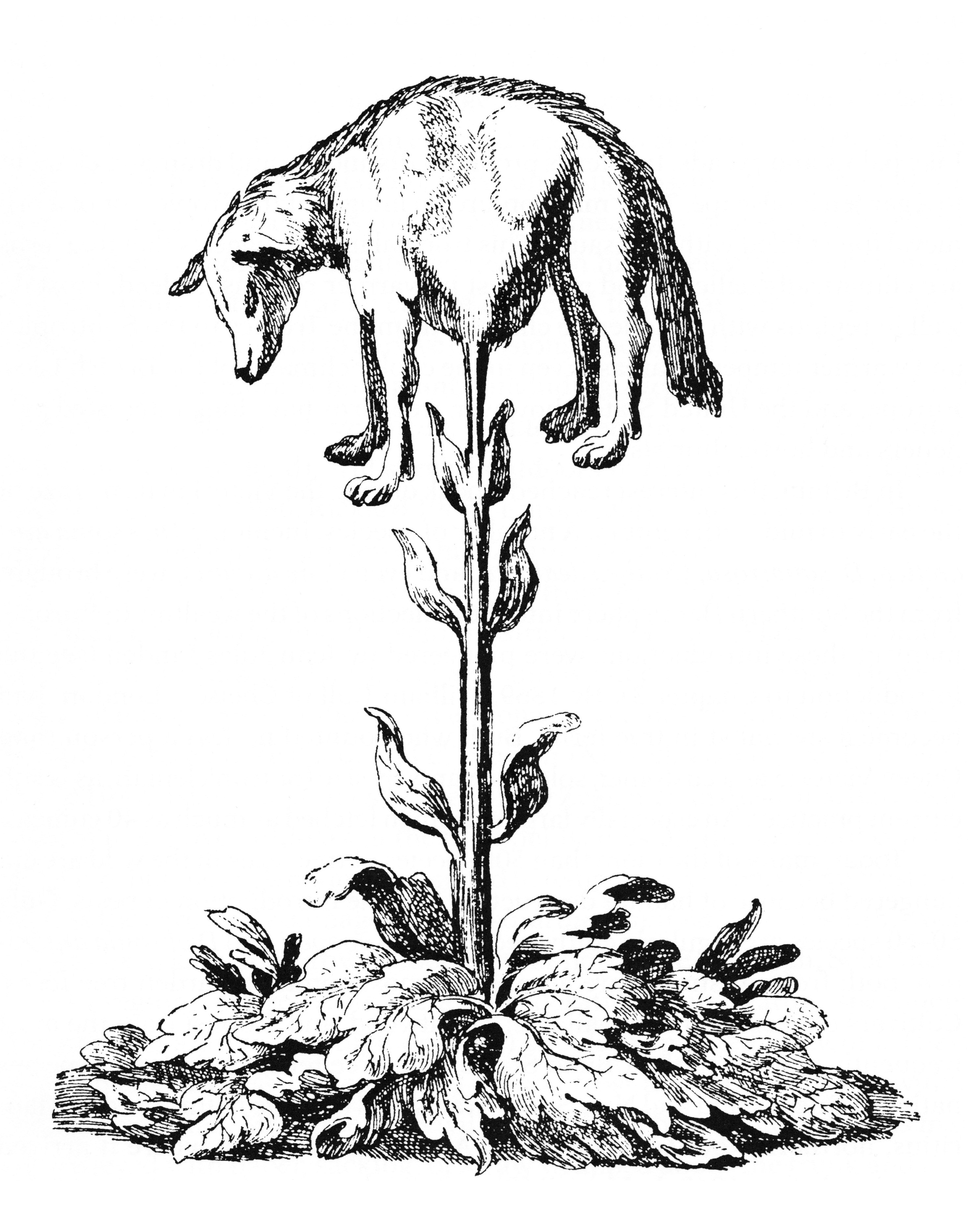
Ilustración del cordero vegetal de Tartaria de 1887.

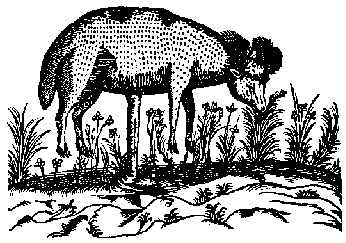
El Cordero Vegetal en una ilustración del.

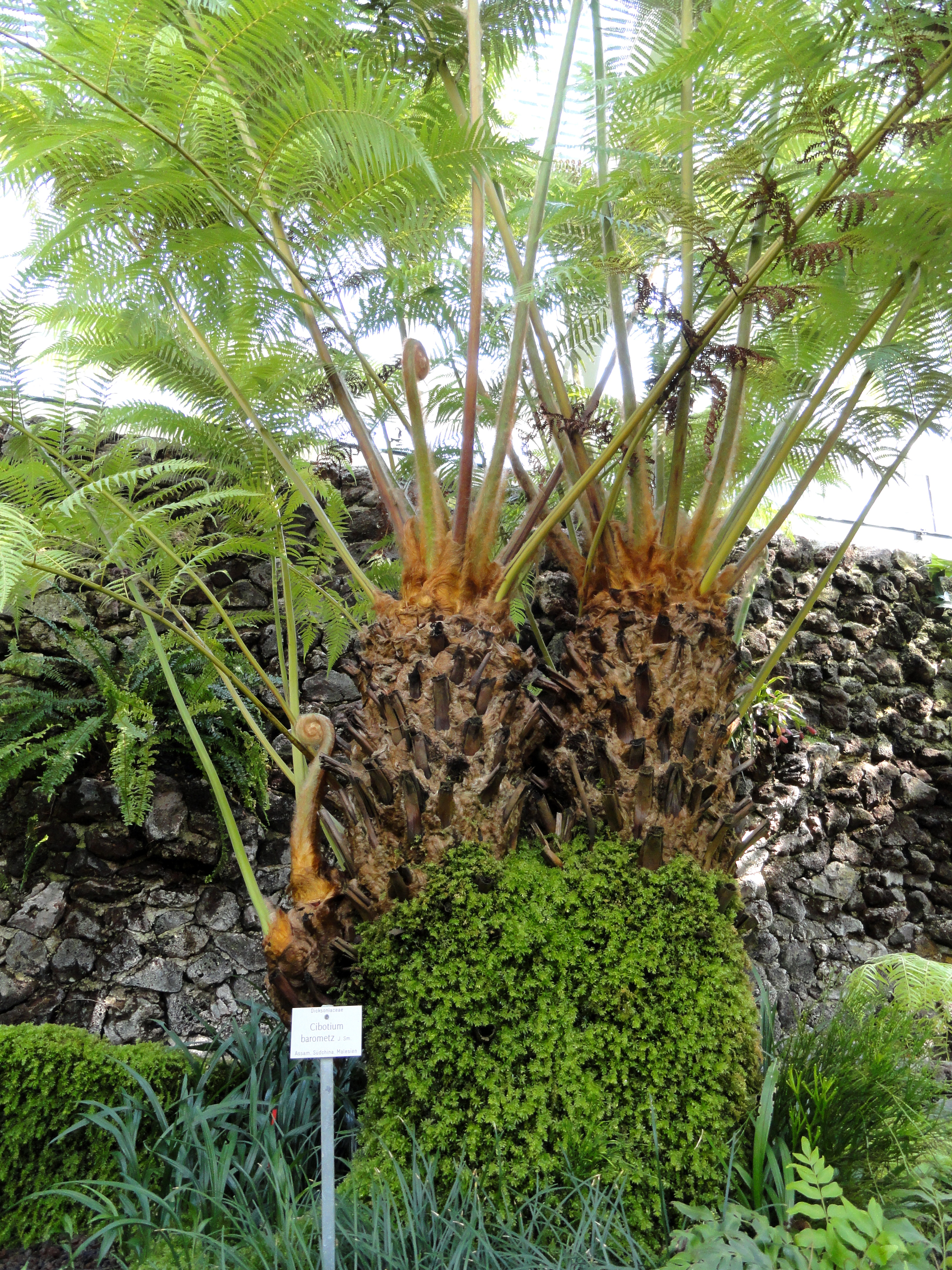
Cibotium barometz

El Cordero vegetal de Tartaria (latín: Agnus scythicus o Planta Tartarica Barometz) es un zoófito legendario de Asia Central, que en su momento se creía podía dar ovejas como fruta. Las ovejas estaban conectadas a la planta a través de un cordón umbilical y pastaban en la tierra alrededor de la planta. Una vez que todo el follaje accesible se terminaba, tanto la planta como las ovejas morían.
El origen del mito está basado en una planta real, Cibotium barometz, un helecho del género Cibotium. Era conocida con otros nombres, tales como el cordero escita, el borometz, barometz y borametz, los últimos tres siendo diferentes formas de escribir la palabra local para cordero. El "cordero" era obtenido al remover las hojas de una pequeña sección del lanudo rizoma del helecho. Cuando el rizoma es invertido, se parece bastante a una oveja lanuda, con sus patas siendo formadas por las bases de los peciolos removidos.

## Características
En su libro The Vegetable Lamb of Tartary (1887) (en español, El Cordero Vegetal de Tartaria), Henry Lee describe al cordero legendario tanto como un animal real como una planta viva. Sin embargo, él indica que algunos escritores creían que las ovejas era la fruta de la planta, que salían de semillas parecidas a las del melón. Otros, sin embargo, creían que las ovejas eran miembros vivos de la planta que, una vez separada de ella, morían. Se creía que el cordero vegetal tenía sangre, huesos y carne como una oveja normal. Estaba conectado a la tierra por un tallo, similar a un cordón umbilical, que sostenía a la oveja por encima del suelo. El cordón podía doblarse hacia abajo, permitiendo así a la oveja alimentarse del césped y las plantas que la rodeaban. Una vez que las plantas dentro de su alcance eran consumidas por completo, la oveja moría. Podía ser comida, una vez moría, y se decía que su sangre tenía un sabor dulce como la miel. Se decía que su lana era utilizada por los pueblos nativos de donde crecía para hacer sombreros y otras vestimentas. Además de los humanos, los lobos eran los únicos animales carnívoros atraídos a la planta-cordero.

## Posibles orígenes
En el folclore judío existe mención de una planta-animal similar que data desde el 436 AC. Esta criatura, llamada el Yeduah, tenía forma de oveja y brotaba desde el suelo, al cual estaba conectado con un tallo. Aquellos que cazaban al Yeduah solo podían cosechar la criatura separándola de su tallo con flechas o dardos. Una vez que el animal era separado, moría y sus huesos podían ser utilizados en ceremonias proféticas o de adivinación.
Una versión alternativa de la leyenda habla del "Faduah" o "Jeduah", una planta-animal con forma humana conectada a la tierra a través de un tallo conectado a su ombligo. Sin embargo, se creía que el Faduah era agresivo y tomaba y mataba a cualquier criatura que se acercaba mucho. Al igual que el Barometz, también moría una vez que era separado de su tallo.
El fraile minorita Odorico de Pordenone, luego de acordarse cuando escuchó por primera vez del cordero vegetal, habló de árboles en la costa del mar de Irlanda con frutas con forma de calabaza que caían al agua y se convertían en aves llamadas barnaclas. Con esto se refería la legendaria planta-animal, el Árbol Barnacla, el cual se creía que soltaba sus frutas maduras en el mar cerca de las islas Orcadas. La fruta luego soltaba "gansos barnacla" que vivían en el agua hasta madurar y convertirse en gansos. La supuesta existencia de esta planta-animal era aceptada como una explicación para los gansos migratorios del norte.
En su obra The Shui-yang or Watersheep and The Agnus Scythicus or Vegetable Lamb (1892) (en español, El Shui-yang u Oveja acuática y el Agnus Scythicus o Cordero Vegetal), Gustav Schlegel habla de leyendas chinas de la "oveja acuática" como inspiración para la leyenda del Cordero Vegetal de Tartaria. Al igual que el cordero vegetal, se creía que la oveja acuática era tanto planta como animal y las historias sobre su existencia ubicaban su origen en un lugar cercano a Persia. Estaba conectada al suelo a través de un tallo, y si el tallo era cortado, moría. El animal era protegido de agresores por un recinto construido alrededor y por hombres en armaduras que gritaban y golpeaban tambores. También se dice que su lana era utilizada para finas prendas y sombreros. Por su parte, el origen de la oveja acuática es la explicación para la seda marina.

## En búsqueda de la leyenda
Las primeras versiones de la leyenda hablan de las ovejas como el fruto, las cuales salían de una semilla con forma de melón o calabaza, formadas perfectamente como si hubiesen nacido naturalmente. A medida que el tiempo pasó, esta idea fue reemplazada con la noción de que la criatura era de hecho animal y planta a la vez. Gustav Shlegel, en su investigación sobre las diversas leyendas del cordero vegetal, cuenta que la oveja nacía sin sus cuernos, sino que lo hacía con dos motas de cabello rizado en su lugar.
Sir John Mandeville llevó la leyenda a la atención pública en Inglaterra en el siglo XIV durante el reinado del Rey Eduardo III. Mandeville regresó de Tartaria describiendo una extraña fruta con forma de calabaza que crecía allí. Una vez madura, la fruta era abierta, revelando lo que parecía una oveja en carne y hueso, pero sin lana. La fruta y la oveja podían ser consumidas.
El fraile Odorico de Pordedone, al igual que Mandeville, viajó mucho y dijo haber escuchado historias de calabazas en Persia que cuando maduraban, se abrían para liberar a bestias parecidas a ovejas.
A mediados del siglo XVI, Sigismund von Herberstein, quien en 1517 y 1526 fue el embajador de los emperadores Maximiliano I y Carlos V, presentó una descripción mucho más detallada del Barometz en sus "Notas sobre Rusia". Dijo haber escuchado de demasiadas fuentes creíbles que dudaban de la existencia de la oveja y fijó la ubicación de la criatura en algún lugar cercano al mar Caspio, entre los ríos Yaick y Volga. La criatura, que nacía de unas semillas con forma de melón, se decía que crecía hasta alcanzar los dos pies y medio de altura (80 cm) y se parecía a un cordero en casi todos los aspectos, con ciertas excepciones. Se decía que tenía sangre, pero no carne real, ya que se parecía más a la carne de un cangrejo. A diferencia de una oveja normal, sus pezuñas eran hechas de pelos. Era el alimento favorito de los lobos y otros animales.
El académico y médico alemán Engelbert Kaempfer acompañó a una embajada en Persia en 1683 con la intención de encontrar al cordero vegetal. Luego de hablar con los habitantes locales y de no encontrar evidencia física de la criatura, Kaempfer concluyó que se trataba simplemente de una leyenda. Sin embargo, observó la costumbre de remover los corderos de los vientres de sus madres para poder obtener su suave lana y consideró que la práctica podía ser una fuente de la leyenda. También especuló que los especímenes de museo de la lana fetal podían ser confundidos por una sustancia vegetal.